# Dryocalamus
Genre
Dryocalamus est un genre de serpents de la famille des Colubridae.

## Répartition
Les espèces de ce genre se rencontrent en Inde, en Asie du Sud-Est, en Indonésie et aux Philippines.

## Liste des espèces
Selon The Reptile Database (4 déc. 2011) :
- Dryocalamus davisonii (Blanford, 1878)
- Dryocalamus gracilis (Günther, 1864)
- Dryocalamus nympha (Daudin, 1803)
- Dryocalamus philippinus Griffin, 1909
- Dryocalamus subannulatus (Duméril, Bibron & Duméril, 1854)
- Dryocalamus tristrigatus Günther, 1858

## Publication originale
- Günther, 1864 : The reptiles of British India, p. 1-452 (texte intégral).